# Bad (sång)
Bad är en singel av den amerikanska sångaren Michael Jackson från albumet med samma namn. Bad blev en av fem singlar från albumet med samma namn som nådde nummer 1 på Billboard listan.
Att låten inte lyckades nå nummer ett i Storbritannien sågs dock som ett misslyckande efter I Just Can't Stop Loving You's succé.
Från början var låten tänkt att vara en duett mellan Michael Jackson och Prince, det finns två versioner om varför det inte hände. Dels har Prince själv sagt att han inte ville att varken Michael eller han själv skulle sjunga "Your butt is mine" och dels har Quincy Jones sagt att Prince ansåg att låten var tillräckligt bra utan honom.[källa behövs]
I biografin från 1988: Moonwalk, skrev Jackson att: 
'"Bad" is a song about the street. It's about this kid from a bad neighbourhood who gets to go away to a private school. He comes back to the old neighbourhood when he's on a break from school and the kids from the neighbourhood start giving him trouble. He sings, "I'm bad, you're bad, who's bad, who's the best?" He's saying when you're strong and good, then you're bad."

## Låtlista

### Storbritannien EP singel
1. Bad 4:06
2. Bad (dance remix radio edit) 4:50

### Storbritannien LP singel
1. Bad (dance extended mix) 8:24
2. Bad (dub version) 4:05
3. Bad (acapella) 3:49

## Musikvideon

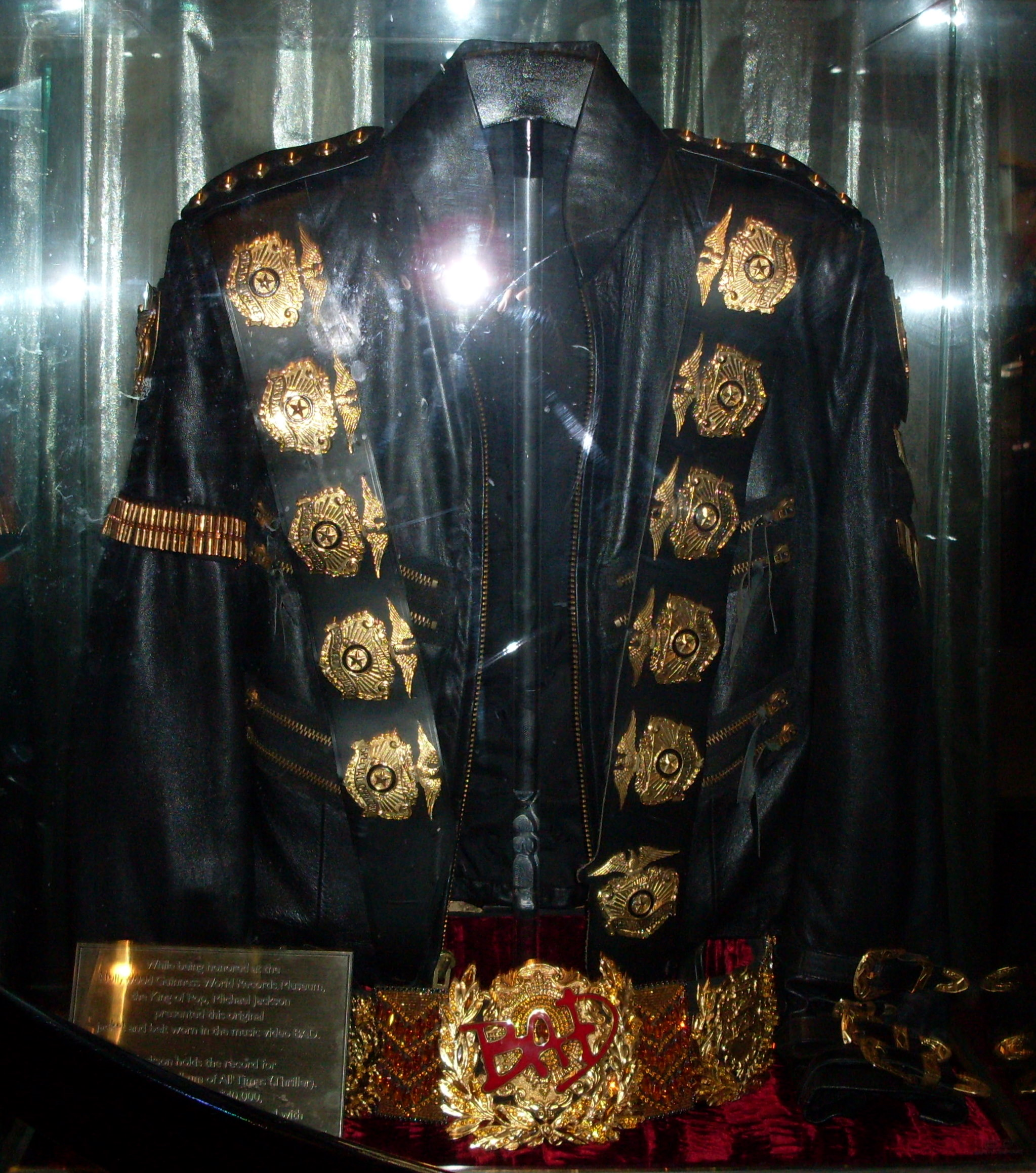
Michael Jacksons jacka från musikvideon till Bad.

Musikvideon till Bad släpptes i två versioner en version i fullängd på 18 minuter där Michael Jacksons rollfigur kommer hem från en privatskola och möts av sina gamla vänner som ifrågasätter ifall han fortfarande är tuff (bad). Detta följs av en dansscen inspelad i New Yorks tunnelbanna och slutar med att Michael och hans gäng stöter på ett annat gäng (ledd av en då okänd Wesley Snipes) där han slutligen får respekt och anses tuff. Den nerkortade versionen innehåller bara danscenerna.
Videon är regisserad av Martin Scorsese. Michael själv valde ut Wesley Snipes i rollen som gangster, detta var Wesleys första roll.
En tredje version finns kallad "Badder" och finns med i början av Michael Jacksons långfilm Moonwalker i den versionen är Michael och de andra utbytta mot barn.

## Liveframträdanden
- Låten framfördes under alla konserter under Bad Tour 1987-1989
- Under några av de första konserterna under Dangerous Tour 1992 framfördes låten.

## Parodier
"Weird Al" Yankovic gjorde en parodi på låten med titeln "Fat", i hans musikvideo förvandlas Weird Al till en överviktig man som tillsammans med några andra överviktiga dansar.